# Robert Grycman
Robert Grycman (ur. 31 marca 1898 w Niedobczycach, zm. 14 września 1973 tamże) – powstaniec śląski.
Był członkiem Polskiej Organizacji Wojskowej Górnego Śląska w Niedobczycach. Podczas III powstania śląskiego dowódca 2 kompanii 1 baonu 4 pułku strzelców raciborskich. W okresie międzywojennym członek i prezes grupy miejscowej Związku Powstańców Śląskich w Niedobczycach. Podczas II wojny światowej poszukiwany przez Gestapo na podstawie specjalnej „księgi gończej”, tzw. „Sonderfahndungsbuch Polen”. Pochowany na cmentarzu parafii Najświętszego Serca Pana Jezusa w Rybniku – Niedobczycach (Sektor VII, rząd 13, numer 12).